# Yang Lina (calciatrice)
Yang Lina (杨莉娜S; Shanghai, 13 aprile 1994) è una calciatrice cinese, centrocampista della Lazio, in prestito dallo Shanghai Shengli, e della nazionale cinese.

## Carriera

### Nazionale
Yang viene convocata per la prima volta con la nazionale cinese nel corso del 2018, inserita in rosa dall'allora commissario tecnico Jia Xiuquan con la squadra impegnata al torneo di calcio femminile dei Giochi asiatici di Giacarta 2018, debuttando nella manifestazione il 17 agosto 2018, nell'incontro vinto per 7-0 su Hong Kong.
Dopo alcune altre amichevoli e apparizioni in tornei ad invito come l'Algarve Cup 2019, è stata infine convocata per il torneo di calcio femminile alle Olimpiadi di Tokyo 2020, scendendo in campo in tutti i tre incontri nel girone F della fase a gironi prima dell'eliminazione della sua nazionale dal torneo. Quello stesso anno disputa inoltre la Coppa d'Asia 2022, condividendo con le compagne il percorso che vede la Cina conquistare il suo nono titolo battendo, senza tuttavia essere impiegata, in finale per 3-2 la Corea del Sud.
In estate ha partecipato anche al Campionato dell'Asia orientale 2022, dove ha collezionato due presenze ed è stata nominata nella rosa definitiva per il Mondiale di Australia e Nuova Zelanda 2023.

## Statistiche

### Presenze e reti nei club
Statistiche aggiornate al 18 aprile 2025.
| Stagione        | Squadra             | Campionato      | Campionato | Campionato | Coppe nazionali | Coppe nazionali | Coppe nazionali | Coppe internazionali | Coppe internazionali | Coppe internazionali | Altre coppe | Altre coppe | Altre coppe | Totale | Totale |
| Stagione        | Squadra             | Comp            | Pres       | Reti       | Comp            | Pres            | Reti            | Comp                 | Pres                 | Reti                 | Comp        | Pres        | Reti        | Pres   | Reti   |
| --------------- | ------------------- | --------------- | ---------- | ---------- | --------------- | --------------- | --------------- | -------------------- | -------------------- | -------------------- | ----------- | ----------- | ----------- | ------ | ------ |
| 2022-2023       | Paris Saint-Germain | D1              | 2          | 0          | CF              | -               | -               | UWCL                 | 1                    | 0                    | SF          | -           | -           | 3      | 0      |
| 2023-2024       | Levante Las Planas  | PD              | 12         | 0          | CS              | -               | -               | -                    | -                    | -                    | -           | -           | -           | 12     | 0      |
| 2024-2025       | Lazio               | A               | 18         | 0          | CI              | 3               | 0               | -                    | -                    | -                    | -           | -           | -           | 21     | 0      |
| Totale carriera | Totale carriera     | Totale carriera | 32+        | 0+         | -               | 3+              | 0+              | -                    | 1                    | 0                    | -           | -           | -           | 36+    | 0+     |

## Palmarès

### Nazionale
- Coppa d'Asia: 1

2022